# Ernst Lindelöf
Ernst Leonard Lindelöf, född 7 mars 1870 i Helsingfors, död 4 juni 1946, var en finländsk matematiker. Bland annat Lindelöfs sats och Picard-Lindelöfs sats är uppkallade efter honom.
Lindelöf blev student 1887, filosofie doktor 1893, docent 1895 och professor i matematik vid Helsingfors universitet 1903. Han var en grundlig kännare av den moderna analysen och blev ledamot av Finska Vetenskaps-Societeten 1904, av Vetenskapssocieteten i Uppsala 1913 och av Vetenskapsakademien i Stockholm 1917.

## Släkt
Lindelöfs far var Lorenz Lindelöf, professor i matematik vid Helsingfors Universitet och grundare av Finlands Matematiska Förening, och hans mor var Gabriela Krogius. Förutom Ernst Leonardin hade familjen sex andra barn: Uno, Anna Maria, Carl Arvid, Ester Elisabeth, Tyra Gabriela och Ella Amalia. Lindelöfs syster Anna Maria gifte sig med den finska kirurgen Frans Ali Krogius.

## Utmärkelser
- Asteroiden 1407 Lindelöf är uppkallad efter honom.[8]

- Riddare av Nordstjärneorden,  1907[6]
- Sankt Annas orden, tredje klass,  1910[6]
- Storkorset av Finlands Vita Ros’ orden,  1940[6]

[Redigera Wikidata]